# Список депутатов Верховного Совета Азербайджанской ССР 9-го созыва
Выборы в Верховный Совет Азербайджанской ССР девятого созыва состоялись 15 июня 1975 года (повторные выборы — 4 июля 1976 года). Всего в Верховный Совет было избрано 400 депутатов.
| # А Б В Г Д Е Ё Ж З И К Л М Н О П Р С Т У Ф Х Ц Ч Ш Щ Э Ю Я |

## А
1. Аббасалиев, Сабит Касум оглы
2. Аббасов, Инглаб Лятиф оглы
3. Аббасов, Курбан Абас Кули оглы
4. Аббасов, Надир Худуш оглы
5. Аббасова, Аманат Асабали кызы
6. Аббасова, Ганира Юсиф кызы
7. Аббасова, Лятифа Рамазан кызы
8. Абдулкеримова, Етар Ахмед кызы
9. Абдуллаев, Ганифа Мамед Ага оглы
10. Абдуллаев, Зульфугар Сафар оглы
11. Абдуллаев, Ибад Баба оглы
12. Абдуллаев, Кямал Мамедович
13. Абдуллаев, Микаил Гусейн оглы
14. Абдуллаева, Замина Абсаддин кызы
15. Абдуллаева, Земфира Таджеддин кызы
16. Абилова, Гюлли Абиль кызы
17. Авакян, Галя Балабековна
18. Агабалаева, Бановша Мовлуд кызы
19. Агагусейнов, Тофик Якуб оглы
20. Агаев, Бабалы Мамиш оглы
21. Агаев, Гусейн Байрам оглы
22. Агаев, Кямал Алибала оглы
23. Агаев, Руслан Агаевич
24. Агаева, Шукюфа Новруз кызы
25. Агамалян, Изабелла Ишхановна
26. Адамян, Сурен Арутюнович
27. Азизова, Дурсадаф Рустам кызы
28. Айриян, Александр Арсенович
29. Акимов, Кямиль Алисолтан оглы
30. Акперова, Валентина Алексеевна
31. Аллахвердиев, Тофик Али-Гейдар оглы
32. Алескерова, Шамама Мамедовна
33. Алиев, Газанфар Керим оглы
34. Алиев, Гейдар Али Рза оглы
35. Алиев, Курбан Гасанович
36. Алиев, Магомед Маил оглы
37. Алиев, Низамали Алибаба оглы
38. Алиев, Нуриддин Меджидович
39. Алиев, Нуруш Алигасан оглы
40. Алиев, Сабир Мамед Бала оглы
41. Алиев, Фамил Махмуд оглы
42. Алиев, Шамиль Муса оглы
43. Алиева, Малекса Самед кызы
44. Алиева, Рахиля Муса кызы
45. Алиева, Сакина Аббас кызы
46. Алиева, Солмаз Самед кызы
47. Алиева, Фатьма Ибрагим кызы
48. Алиева, Шамама Танрыверди кызы
49. Алыкишиев, Таги Аллахяр оглы
50. Аманов, Акиф Мами оглы
51. Амиров, Али Джабарович
52. Амиров, Фикрет Мешади Джамиль оглы
53. Асадов, Илал Мамедович
54. Асадова, Ургия Кара кызы
55. Асанов, Дадаш Мирза оглы
56. Аскеров, Балага Абдулмеджид оглы
57. Аскеров, Исмаил Насрулла оглы
58. Аскеров, Мамед Гасан оглы
59. Аскеров, Рафик Гамбар оглы
60. Аскерова, Памбыг Паша кызы
61. Аскерова, Фируза Мамедали кызы
62. Асланов, Армаис Амирович
63. Асланов, Рамазан Могума оглы
64. Асланова, Замина Сардар кызы
65. Асланова, Кюбра Алестан кызы
66. Атабекян, Юрий Сетракович
67. Ахмедов, Гадим Шахвели оглы
68. Ахмедов, Ибрагим Сейфуллаевич
69. Ахмедов, Наджимаддин Халаф оглы
70. Ахмедов, Фикрет Гамидович
71. Ахмедова, Гюльджаннет Сурхай кызы
72. Ахмедова, Татьяна Рагим кызы
73. Ахундов, Гаджи Ага Мелик Мамед оглы
74. Ахундов, Сенан Самандар оглы

## Б
1. Бабаев, Алисааб Баба оглы
2. Бабаев, Мурсал Алекпер оглы
3. Бабаев, Наби Алекпер оглы
4. Бабаян, Грант Маркарович
5. Бабичева, Ксения Львовна
6. Багирзаде, Фаик Мамед оглы
7. Багиров, Закир Нариман оглы
8. Байрамов, Бахлул Алибала оглы
9. Байрамов, Забибулла Рамазан оглы
10. Байрамов, Фарман Гусейн оглы
11. Байрамова, Этир Махмуд кызы
12. Бартащук, Константин Петрович
13. Бахшалиев, Бахшали Гасанали оглы
14. Бахышев, Гумбат Мурад оглы
15. Бахышева, Мания Самед кызы
16. Бахышов, Алиовсат Мамедшах оглы
17. Бенько, Евгения Александровна
18. Билалова, Фатьма Мамед кызы
19. Богословский, Валентин Афанасьевич
20. Бойко, Валерий Владимирович
21. Будагов, Бахрам Али оглы
22. Буллаев, Абдулла Магомед оглы
23. Быченко, Василий Ильич

## В
1. Веденеева, Анна Павловна
2. Везиров, Абдурахман Халил оглы
3. Велиев, Гидаят Джаббар оглы
4. Велиев, Джафар Джебраил оглы
5. Велиева, Гюльбахар Нахмед кызы
6. Высоченко, Василий Андреевич

## Г
1. Габриэлян, Лида Андреевна
2. Гаджибалаев, Султангамид Шахмардан оглы
3. Гаджиев, Бахман Абиш оглы
4. Гаджиев, Гаджимамед Хасмамед оглы
5. Гаджиев, Зульфи Салех оглы
6. Гаджиев, Салех Гилал оглы
7. Гаджиева, Хошгадам Хамой кызы
8. Галустян, Эденья Семенович
9. Гамбаров, Мамед Муталлим оглы
10. Гарибян, Шмавон Акопович
11. Гасанов, Габиб Рагим оглы
12. Гасанов, Гормет Нохбала оглы
13. Гасанов, Панах Аллахверди оглы
14. Гасанова, Гюлистан Агали кызы
15. Гасанова, Зарнигяр Кахраман кызы
16. Гасанова, Зулейха Магеррам кызы
17. Гасанова, Гызгайыт Салман кызы
18. Гаспарян, Григорий Григорьевич
19. Гашимова, Фамила Савалан кызы
20. Гашумов, Джаббар Азим оглы
21. Гейдаров, Ариф Назар оглы
22. Гейдаров, Махмуд Али оглы
23. Горбачева, Алла Абрамовна
24. Григорян, Мария Григорьевна
25. Григорян, Самвел Аванесович
26. Гринина, Ирина Викторовна
27. Губатов, Гусейн Габиб оглы
28. Губина, Евдокия Александровна
29. Гулиев, Данил Пири оглы
30. Гулян, Лена Бахшиевна
31. Гумбатова, Тамара Ахмед кызы
32. Гурвич, Ефим Григорьевич
33. Гусев, Пётр Терентьевич
34. Гусейнзаде, Али Мухтар Ага Кули оглы
35. Гусейн, Заде Рамиз Джабар оглы
36. Гусейнов, Айдын Абдулрагим оглы
37. Гусейнов, Али Наджаф оглы
38. Гусейнов, Алиш Караш оглы
39. Гусейнов, Вагиф Алиовсат оглы
40. Гусейнов, Васиф Сафар Али оглы
41. Гусейнов, Гусейн Юсуф оглы
42. Гусейнов, Камран Асад оглы
43. Гусейнов, Рагим Али Гусейн оглы
44. Гусейнова, Марал Мансым кызы
45. Гусейнова, Рагиля Аллахверди кызы
46. Гусейнова, Фатьма Рза кызы

## Д
1. Дадашев, Гурбан Гусейн оглы
2. Дадашев, Мусеиб Мирза оглы
3. Дадашева, Сейяра Кямиль кызы
4. Дамирова, Назифа Шейдабек кызы
5. Джаббаров, Мурадхан Махмуд оглы
6. Джавадзаде, Мирмамед Джавад оглы
7. Джалилов, Мирзамурад Джалил оглы
8. Джафаров, Абульфаз Фарадж оглы
9. Джафаров, Гуси Фейруз оглы
10. Джафарова, Джаваир Валахад кызы
11. Джафарова, Зохар Джанмирза кызы
12. Джафарова, Симузар Мамед кызы
13. Джафарова, Шараф Алигули кызы
14. Джебраилов, Энвер Фаттах оглы
15. Джуманян, Аршалус Аветисовна
16. Дибирова, Сафия Гаджи кызы
17. Донская, Александра Юрьевна
18. Дунямалиев, Муса Аллахверди оглы

## З
1. Заманов, Аббас Мамедтаги оглы
2. Зейналов, Гусейн Юсифович
3. Зейналова, Назиха Джафар кызы
4. Зульфугарова, Лидия Сергеевна

## И
1. Ибрагимов, Абдулла Гаджибаба оглы
2. Ибрагимов, Али Измайлович
3. Ибрагимов, Гаджи Ага Халил оглы
4. Ибрагимов, Мамедага Мамед оглы
5. Ибрагимов, Мирза Аждар оглы
6. Ибрагимов, Назим Садыхович
7. Ибрагимов, Халфа Иманкули оглы
8. Ибрагимова, Маскура Гадим кызы
9. Измайлов, Ягуб Аббасали оглы
10. Ильдрым, заде Джангир Шамиль оглы
11. Иманова, Бахар Иман кызы
12. Индина, Любовь Семеновна
13. Исаев, Нариман Агахан оглы
14. Исмаилов, Вагид Аслан оглы
15. Исмайлов, Сархан Велимамед оглы
16. Исмайлова, Зенфира Магеррам кызы
17. Исмайлова, Чимназ Ханум Бернали кызы

## К
1. Кадыров, Абдулла Мурад оглы
2. Казиев, Мамед Якубович
3. Калантарова, Зарифа Алибаба кызы
4. Караев, Караман Гасан оглы
5. Караогланян, Нина Арменаковна
6. Касумов, Агабала Ильяс оглы
7. Керимов, Керим Нух оглы
8. Керимов, Музаффар Гасан оглы
9. Керимов, Назир Гиблали оглы
10. Керимов, Нияз Авез оглы
11. Керимов, Халид Гаджи Баба оглы
12. Керимов, Шакир Керим оглы
13. Керимов, Юсиф Гусейнага оглы
14. Керимов, Юсиф Мусеиб оглы
15. Керимова, Нарындж Мансыр кызы
16. Кирилюк, Василий Константинович
17. Кирсанов, Яков Михайлович
18. Корытин, Юрий Владимирович
19. Кузнецова, Зоя Николаевна
20. Кулашвили, Сарфи Константиновна
21. Кулиев, Али Муса оглы
22. Кулиев, Боран Габиль оглы
23. Кулиев, Гасан Али оглы
24. Кулиев, Ильяс Бархудар оглы
25. Кулиев, Муртуз Гейдарович
26. Кулиева, Земфира Микаил кызы
27. Кулиева, Зумруд Исмаил кызы
28. Кулиева, Кифаят Али кызы
29. Кулиева, Шукюфа Башир кызы
30. Куликова, Раиса Яковлевна
31. Курбанов, Ибрагим Муса оглы
32. Курбанова, Гюльсанам Курбанисмаил кызь
33. Курбанова, Махмузар Юсиф кызы
34. Курбанова, Окума Аббас Али кызы
35. Кязымова, Солмаз Джамиль кызы

## Л
1. Лемберанский, Алиш Джамилевич

## М
1. Магеррамов, Бахман Искендер оглы
2. Магеррамова, Севиль Имамгулу кызы
3. Магомаев, Джамал-Эддин Абдул-Муслим оглы
4. Майоров, Вениамин Степанович
5. Мамед-заде, Рамиз Гусейн Кули оглы
6. Мамедов, Айваз Абдурахманович
7. Мамедов, Айдын Юсиф оглы
8. Мамедов, Ариф Гусейн Кули оглы
9. Мамедов, Гамбай Алескерович
10. Мамедов, Джаваншир Агалы оглы
11. Мамедов, Иса Али оглы
12. Мамедов, Камил Сеид оглы
13. Мамедов, Мамед Аскер оглы
14. Мамедов, Муслим Раджаб оглы
15. Мамедов, Рза Али оглы
16. Мамедов, Умуд Бибигулу оглы
17. Мамедова, Адиля Мамед кызы
18. Мамедова, Баджиханум Раззаг кызы
19. Мамедова, Зибейда Кара кызы
20. Мамедова, Кифаят Нагды кызы
21. Мамедова, Марал Худу кызы
22. Мамедова, Назханум Иса кызы
23. Мамедова, Пакиза Гани кызы
24. Мамедова, Рахиля Мамед кызы
25. Мамедова, Рафига Али кызы
26. Мамедова, Сара Ислам кызы
27. Мансумова, Мирягут Мирбашир кызы
28. Маркарянц, Эмма Гайковна
29. Масиева, Сура Гусейн кызы
30. Махмудов, Билал Бахшали оглы
31. Махмудов, Рашид Исмаил оглы
32. Махмудова, Аггюль Машаллах кызы
33. Махмудова, Наиля Балага кызы
34. Мерзликина, Анна Ивановна
35. Мехтиев, Абиш Алиш оглы
36. Мехтиев, Магеррам Сурхай оглы
37. Мехтизаде, Мехти Мамед оглы
38. Мирзаджанов, Балабек Алишевич
39. Мирзоева, Зумруд Алескер кызы
40. Мирзоян, Артюм Арменакович
41. Мирзоян, Джульетта Семеновна
42. Михальцев, Александр Петрович
43. Мовсесян, Завен Мушегович
44. Молотиевский, Леонид Александрович
45. Мурадалиев, Фазиль Гулам оглы
46. Мурсалов, Абдулали Бекали оглы
47. Муртазаев, Садых Наби оглы
48. Мусаева, Лилпар Аскер кызы
49. Мустафаев, Алиш Исаевич
50. Мустафаев, Фейруз Раджаб оглы
51. Мустафаева, Иглима Закария кызы
52. Муталлимов, Гусейнага Сеидбала оглы
53. Мясникова, Зинаида Исаевна

## Н
1. Набиев, Дамир Магомед Али оглы
2. Набиев, Юсиф Мустафа оглы
3. Нагиев, Мамед Махмуд оглы
4. Нагиева, Беим Агагусейн кызы
5. Нагиева, Саялы Аллахверди кызы
6. Наджафов, Ниязи Наджаф Кули оглы
7. Наджафова, Фахруз Ханоглан кызы
8. Назаров, Микаил Азиз оглы
9. Назарова, Асбет Иса кызы
10. Назарова, Зенфира Джаннат кызы
11. Нариманова, Амаля Гамид кызы
12. Насибов, Аслан Юнус оглы
13. Насиров, Мустафа Джафар оглы
14. Насирова, Баджиханым Ислам кызы
15. Насирова, Бановша Дунямалы кызы
16. Насирова, Герекмаз Насир кызы
17. Насруллаев, Насрулла Идаят оглы
18. Несруллаева, Гаджар Мамед кызы
19. Никитин, Николай Васильевич
20. Никольская, Галина Андреевна
21. Новрузова, Нафисат Муртуз кызы
22. Новрузова, Шафига Талыб кызы

## О
1. Окулов, Михаил Александрович
2. Орлов, Геннадий Александрович
3. Оруджев, Тельман Халил оглы

## П
1. Пашаева, Наила Мамедрасул кызы
2. Пашаева, Шовкет Газанфар кызы
3. Петросян, Арутюн Макичевич
4. Погосян, Сурен Зильфиевич
5. Подольский, Виктор Владимирович
6. Поладова, Шафига Мехти кызы
7. Полетаева, Мария Михайловна
8. Попов, Владимир Алексеевич
9. Попова, Анна Васильевна
10. Пятибрат, Василий Лукич

## Р
1. Рагимов, Амир Муслим оглы
2. Рагимов, Камран Наби оглы
3. Рагимов, Мамед Паша Ага Рагим оглы
4. Рагимов, Сулейман Гусейн оглы
5. Радаев, Матвей Иванович
6. Раджабова, Лейла Джафар кызы
7. Расизаде, Шамиль Алиевич
8. Расулбеков, Гусейн Джумшудович
9. Рзаев, Агабаба Самед оглы
10. Рзаев, Геннадий Самедович
11. Рзаев, Сабир Алекпер оглы
12. Рзаев, Шабан Мехти оглы
13. Рзаев, Юнис Кахраман оглы
14. Ризаев, Керим Новруз оглы
15. Рузанова, Виктория Владимировна
16. Рустамзаде, Сулейман Али Аббас оглы
17. Рустамов, Надир Габиб оглы
18. Рустамова, Басти Гасан кызы
19. Рустамова, Масуда Гуммет кызы
20. Рябцев, Леонид Данилович

## С
1. Саакян, Арфик Рубеновна
2. Саакян, Роза Вазгеновна
3. Садыков, Рамиз Джамил оглы
4. Саилов, Сахиб Агагюль оглы
5. Салимов, Садых Мамедзаман оглы
6. Самая, Сейфулла кызы
7. Самедов, Баба Самед оглы
8. Саркисова, Анна Рубеновна
9. Саркисова, Назик Бегляровна
10. Сафаралиев, Рустам Касум оглы
11. Сафаров, Алекпер Орудж оглы
12. Сеидбейли, Гасан Мехти оглы
13. Сеидов, Вилаят Мамед оглы
14. Сеидов, Гасан Неймат оглы
15. Сергеев, Василий Николаевич
16. Сергеева, Анастасия Ивановна
17. Соколов, Леонид Андреевич
18. Степанов, Грин Исакович
19. Сулейманов, Аллахверди Ахад оглы
20. Сулейманова, Марал Рза кызы
21. Султанов, Шамсаддин Курбанович
22. Султанова, Зарри Джамшид кызы
23. Сушилина, Антонина Михайловна
24. Сысоева, Татьяна Михайловна

## Т
1. Тагизаде-Гаджибеков, Ниязи Зульфугарович
2. Тагиев, Магеррам Багир оглы
3. Тагиев, Элман Фаррух оглы
4. Тагиров, Гейбат Адиль оглы
5. Таирова, Таира Акпер кызы
6. Талыбова, Нафига Зейнал кызы
7. Татлиев, Сулейман Байрам оглы
8. Тетерин, Михаил Афанасьевич
9. Тинатиев, Исмаил Ибрагим оглы
10. Топчибашев, Мустафа Агабек оглы
11. Топчиев, Али Рагимович
12. Трофимова, Лидия Михайловна

## У
1. Усачёв, Игорь Михайлович
2. Усейнов, Микаэль Алескерович

## Ф
1. Фараджева, Адиля Юсуф кызы
2. Фарзалиев, Кадыр Вели оглы
3. Фатуллаева, Фарида Али кызы
4. Флегонтова, Анна Алексеевна

## Х
1. Халилов, Гюльабба Агаширин оглы
2. Халилов, Курбан Али оглы
3. Халилов, Мамед Рза оглы
4. Ханкишиев, Таваккуль Албаба оглы
5. Ханмамедова, Самая Ризван кызы

## 
1. Шабанова, Мансура Ахмед кызы
2. Шамиев, Ингилаб Шафагат оглы
3. Шарифов, Азад Ага Керим оглы
4. Шафиева, Гюльбес Джары кызы
5. Шахвердиев, Юсиф Магеррам оглы
6. Шахвердиева, Махира Саттар кызы
7. Шахназарян, Женя Рубеновна
8. Шейдаева, Шамама Бахадур кызы
9. Шукюров, Умуд Тураб оглы
10. Шыхиева, Гюльбахар Алджан кызы

## Щ
1. Щеглов, Георгий Васильевич

## Э
1. Эфендиев, Гаджибаба Шариф оглы
2. Эфендиев, Фикрет Шариф оглы
3. Эюбов, Фаррух Аскер оглы
4. Эюбова, Бановша Махмуд кызы

## Ю
1. Юсифзаде, Зия Мамедия оглы
2. Юсифзаде, Курбан Юсиф оглы
3. Юсова, Евгения Ивановна
4. Юсуфова, Ровшан Ахмед кызы

## Я
1. Ягубов, Алисафа Алигейдар оглы
2. Ярыева, Сунбила Аликрам кызы

## Источник
- Депутаты Верховного Совета Азербайджанской ССР. Девятый созыв. Баку: Азернешр. 1976 год.  (азерб.)  (рус.)